# سد ساگولینگ
سد ساگولینگ (به لاتین: Saguling Dam) یک سد خاکی و کولاب (جغرافیا) در اندونزی است که در باندونگ واقع شده‌است.